# 朱蕉
朱蕉（学名：Cordyline fruticosa）为天门冬科朱蕉属下的一个种，又名紅葉鐵樹。多年生常綠灌木，廣佈於中國、印度與熱帶亞洲。
高約 1-2 公尺，葉片聚生於莖的頂端，交互生長，葉的大小依品種而有所不同，葉面顏色、斑紋也因品種不同而有極大差異，朱蕉的園藝變種相當多，約二十種，是臺灣相當常見的庭園觀葉植物。朱蕉也是藥用植物，其花、葉、根均可入藥，中國廣西民間曾用來治咯血、尿血、菌痢等症。

## 圖片

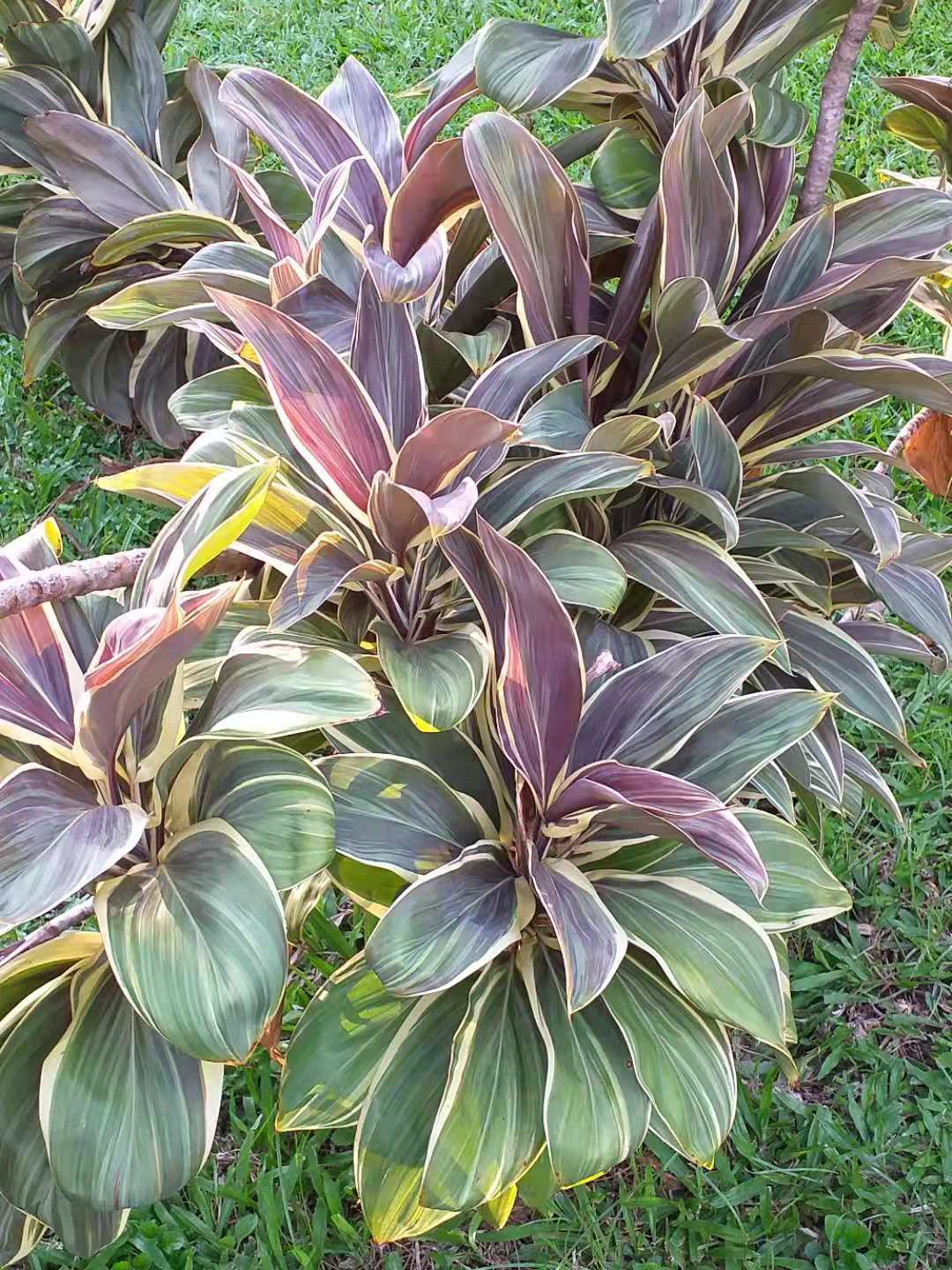
朱蕉園藝品種
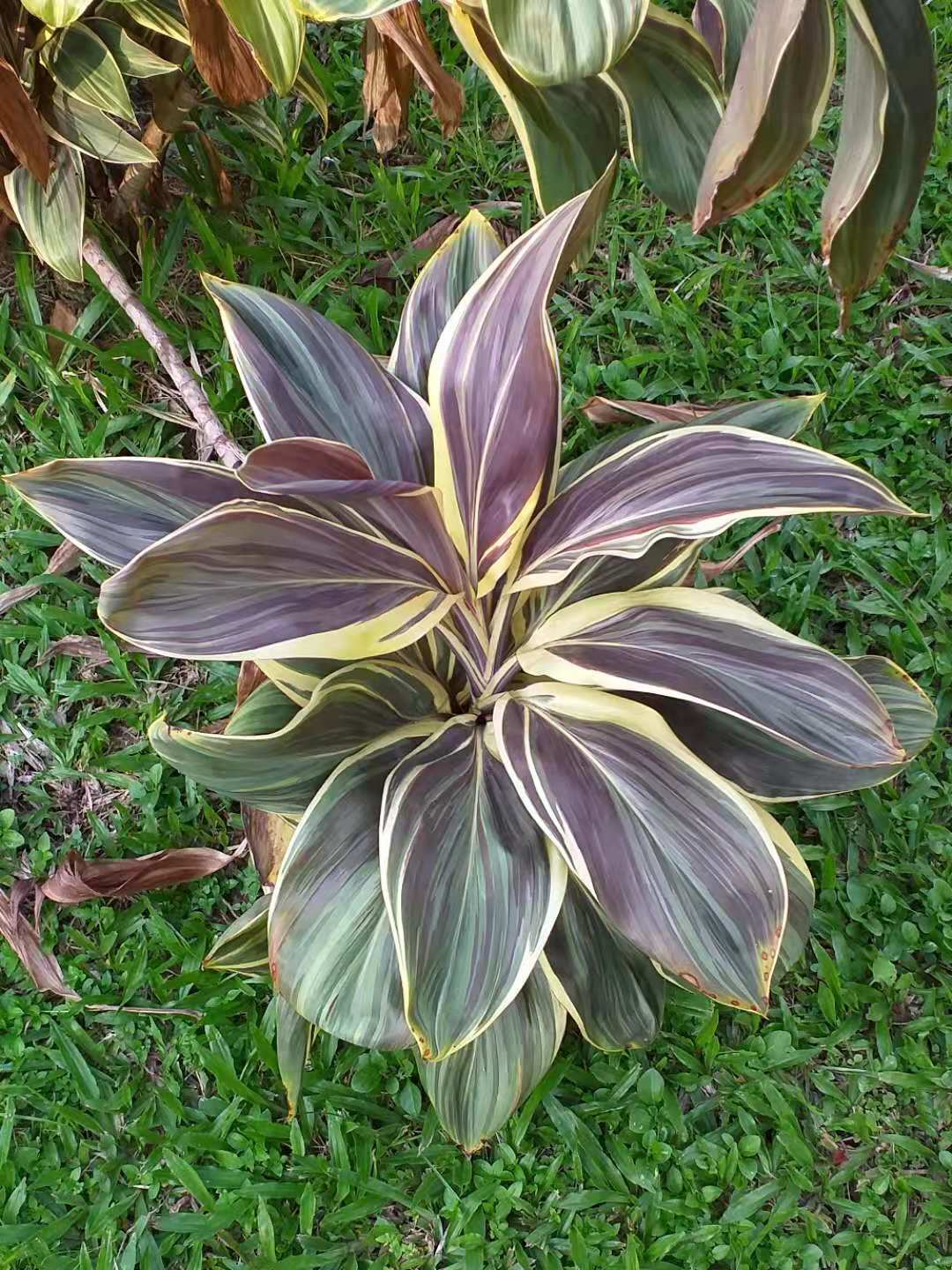
朱蕉園藝品種
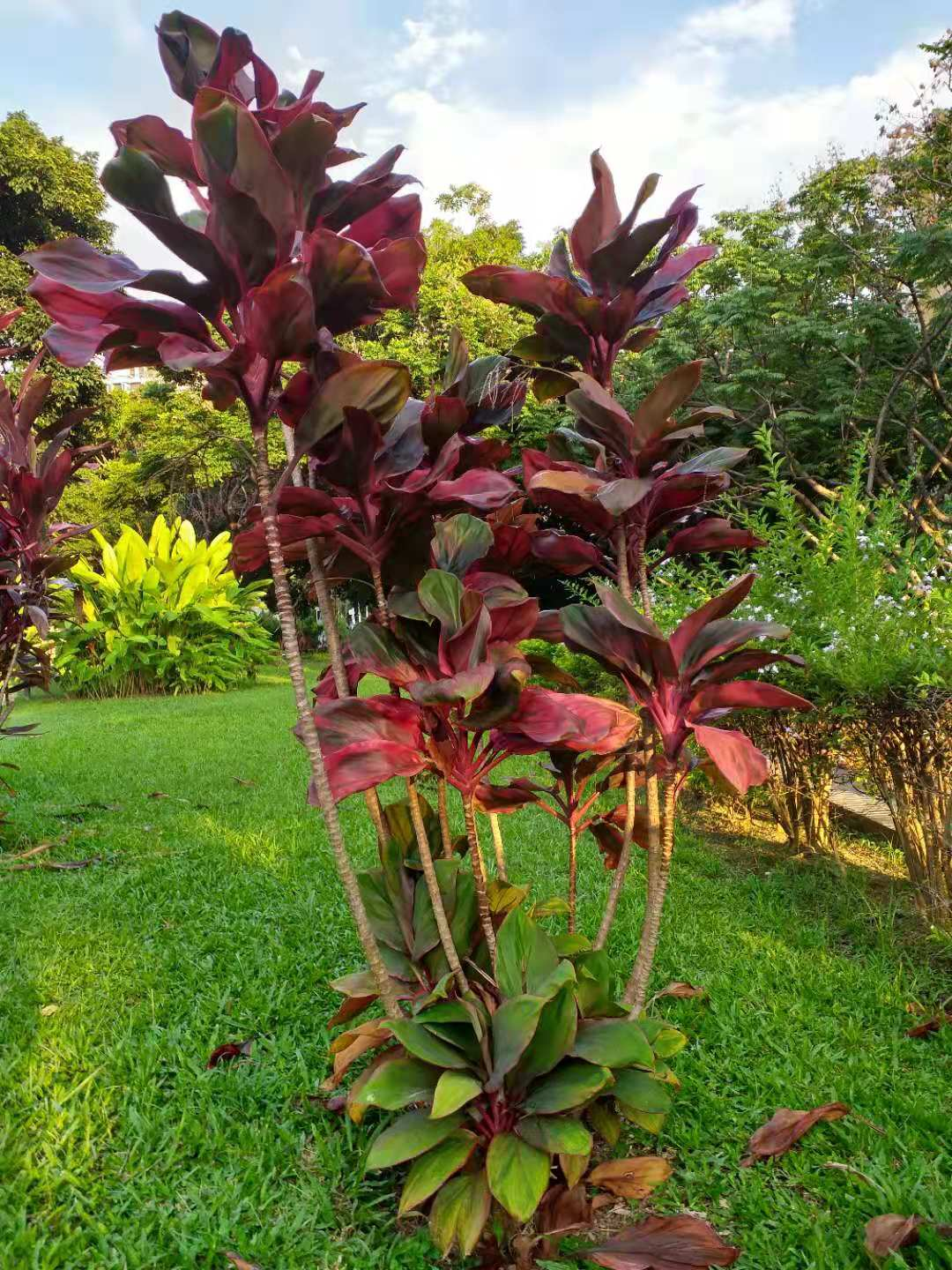
朱蕉園藝品種
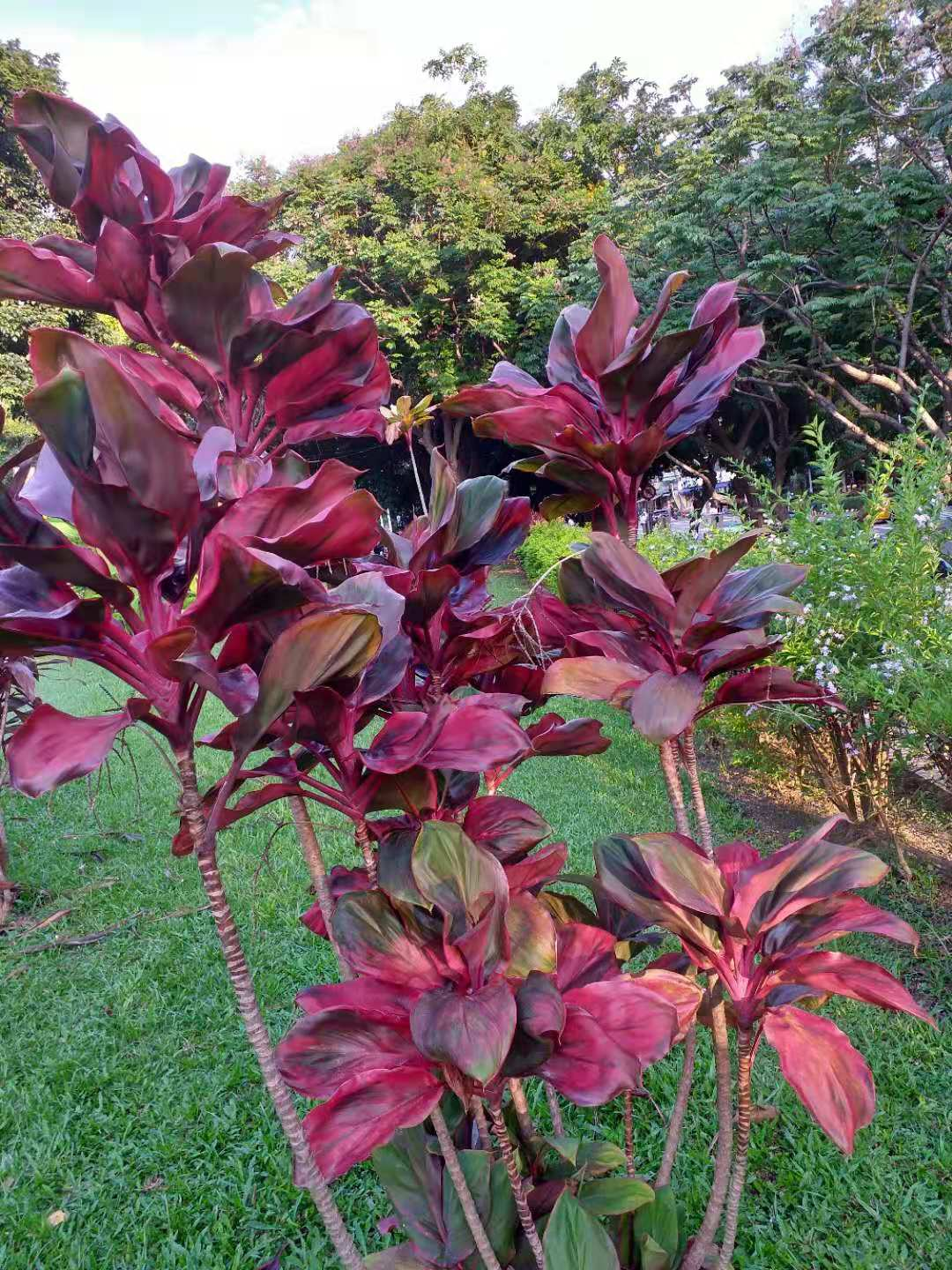
朱蕉園藝品種
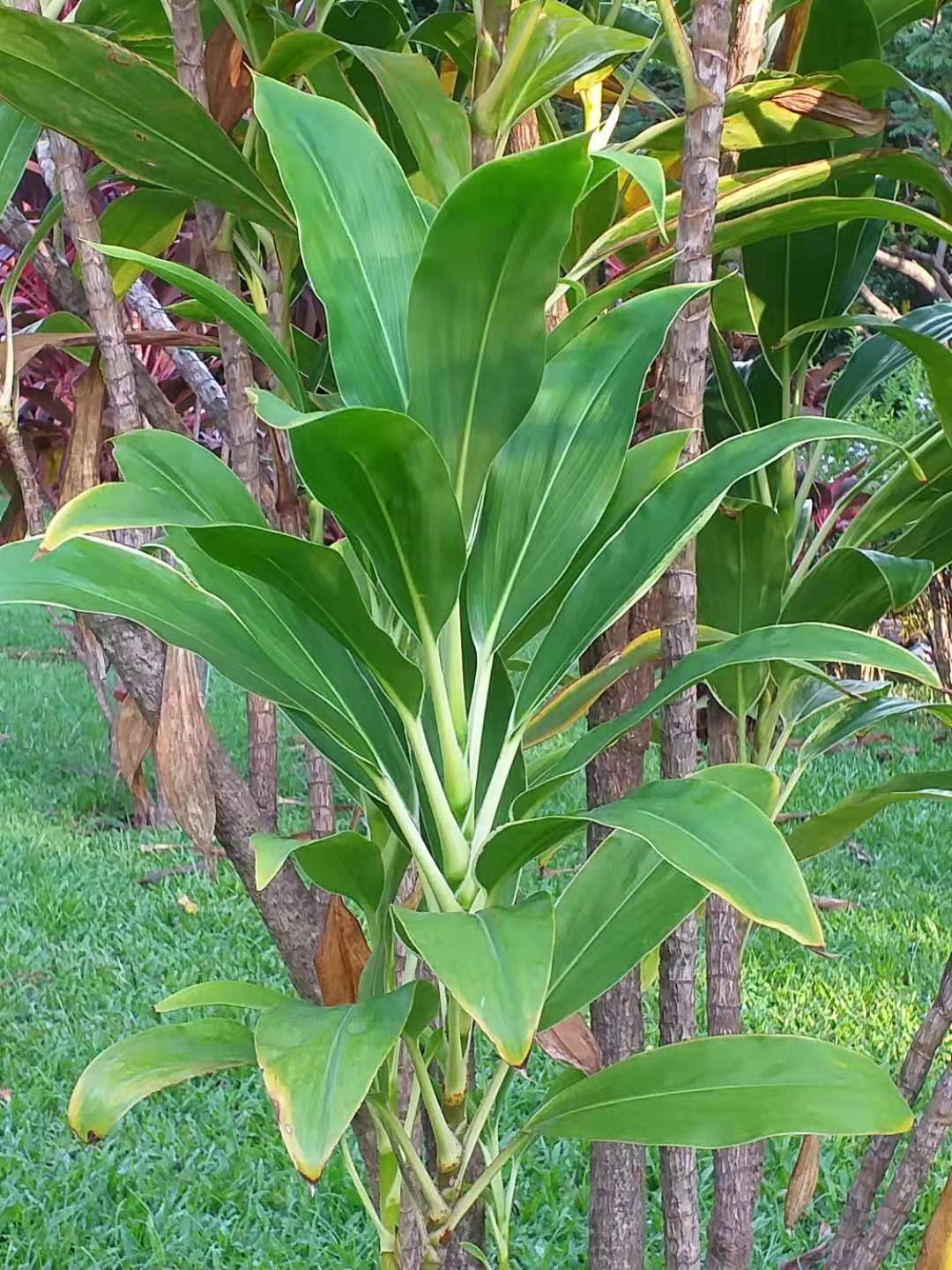
朱蕉園藝品種
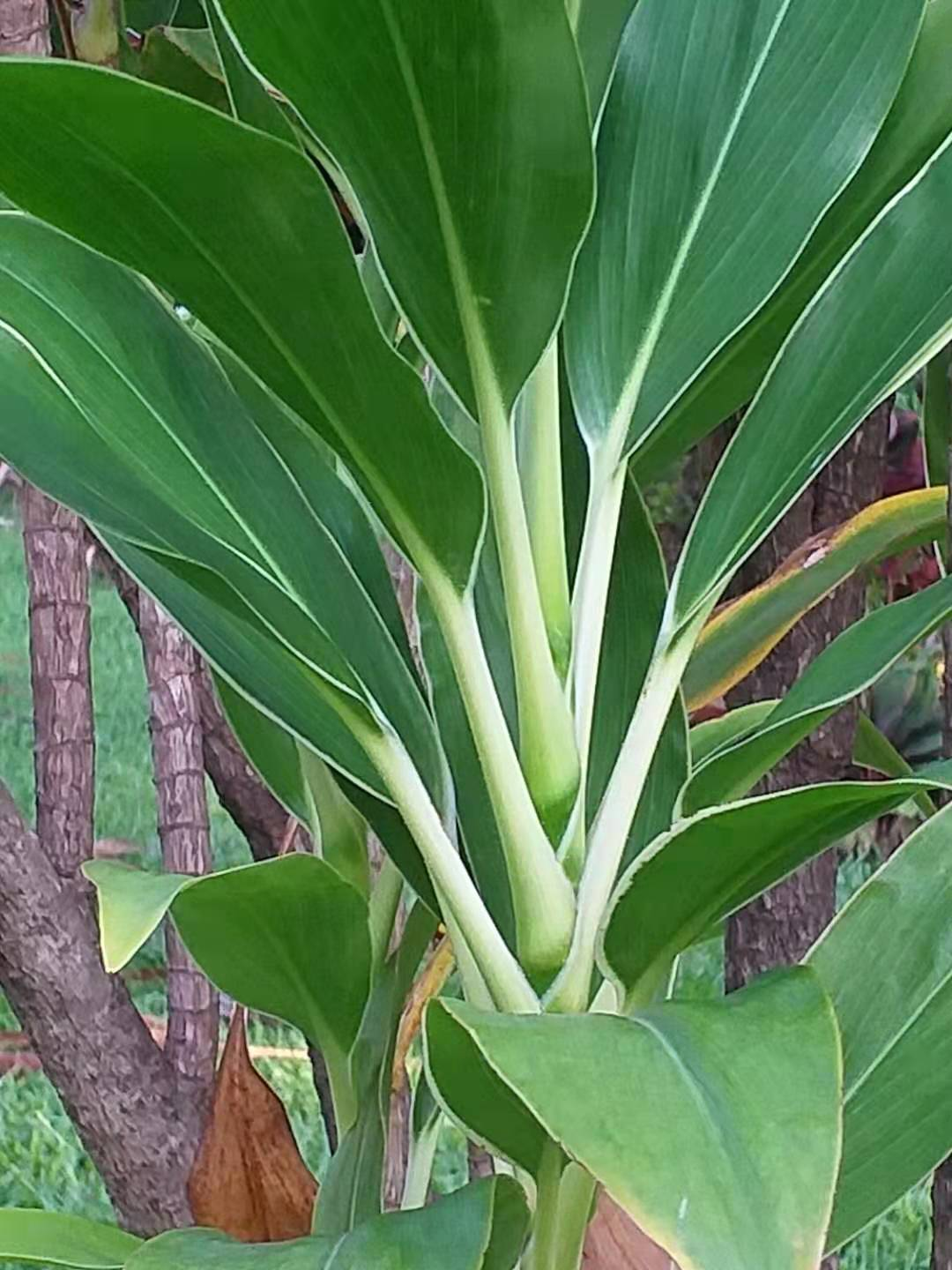
朱蕉園藝品種
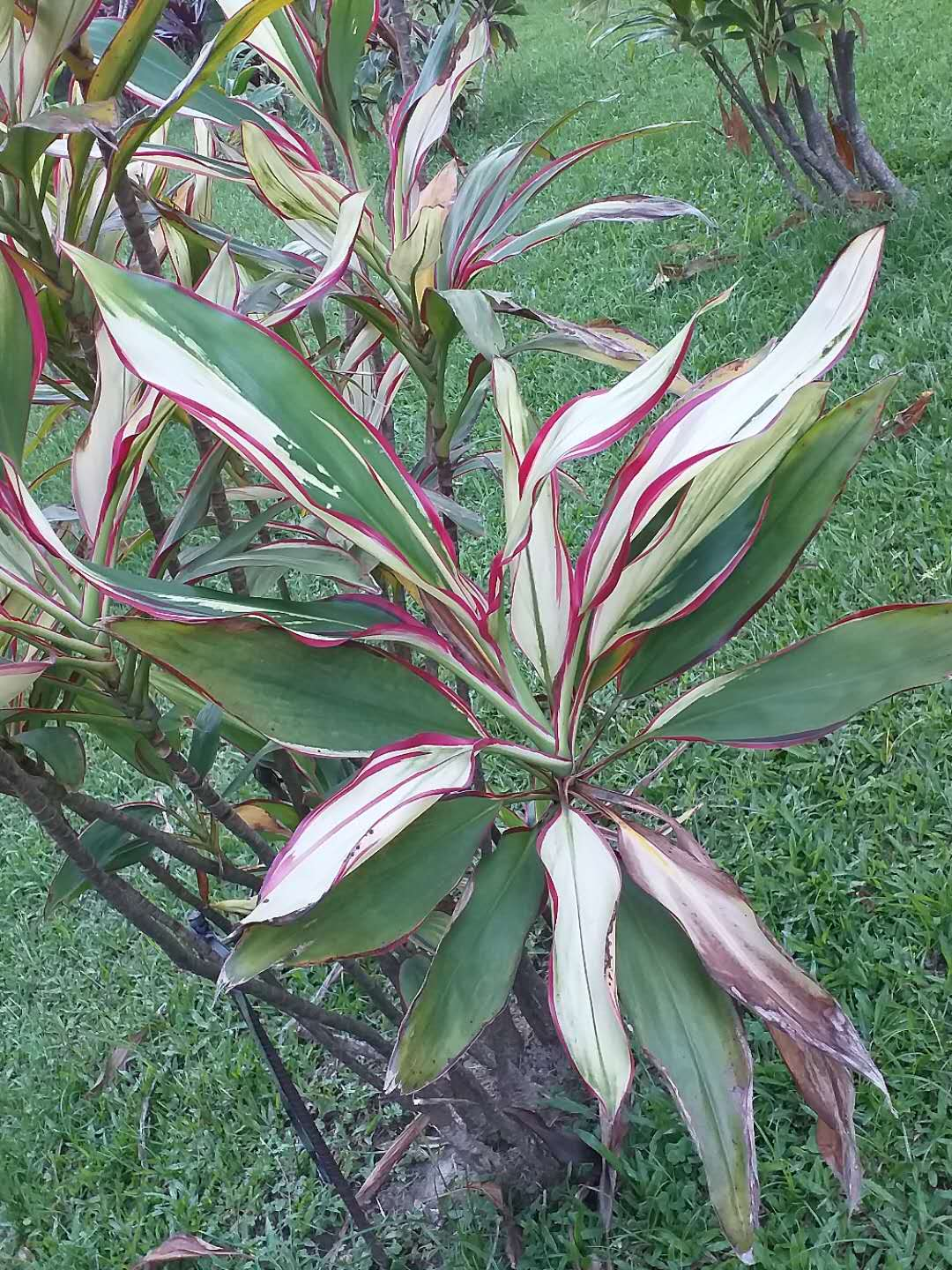
朱蕉園藝品種
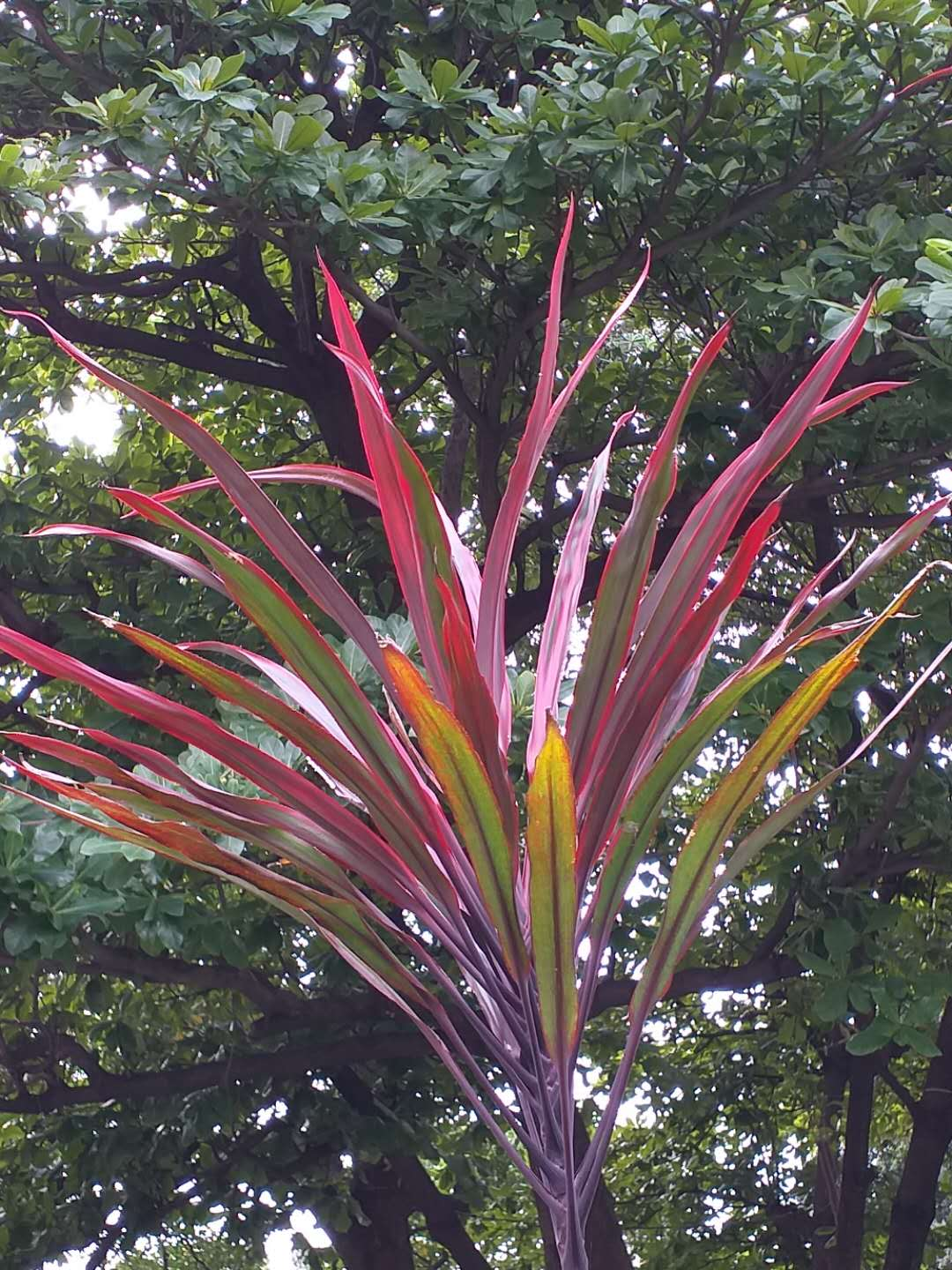
朱蕉園藝品種
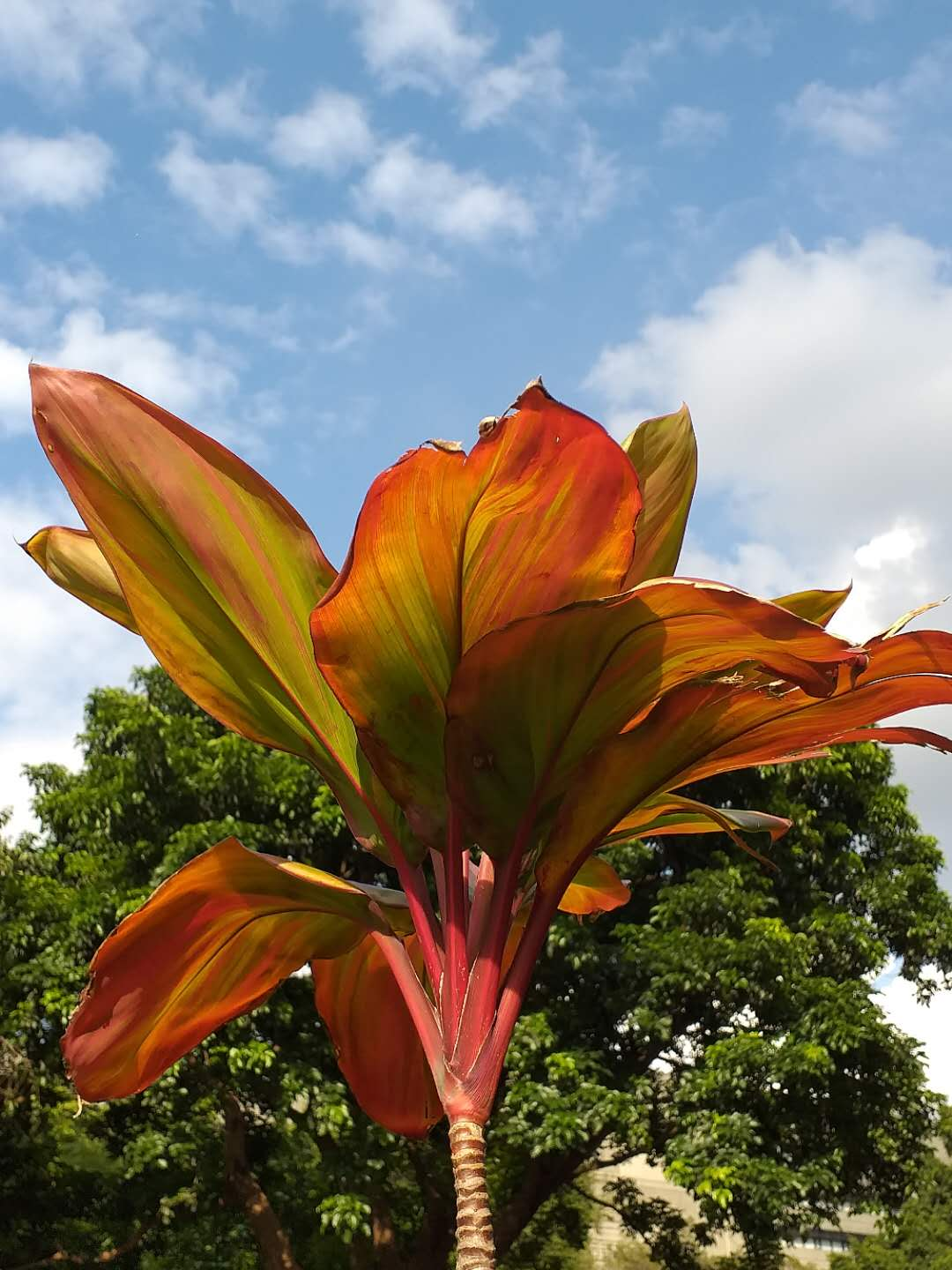
朱蕉園藝品種
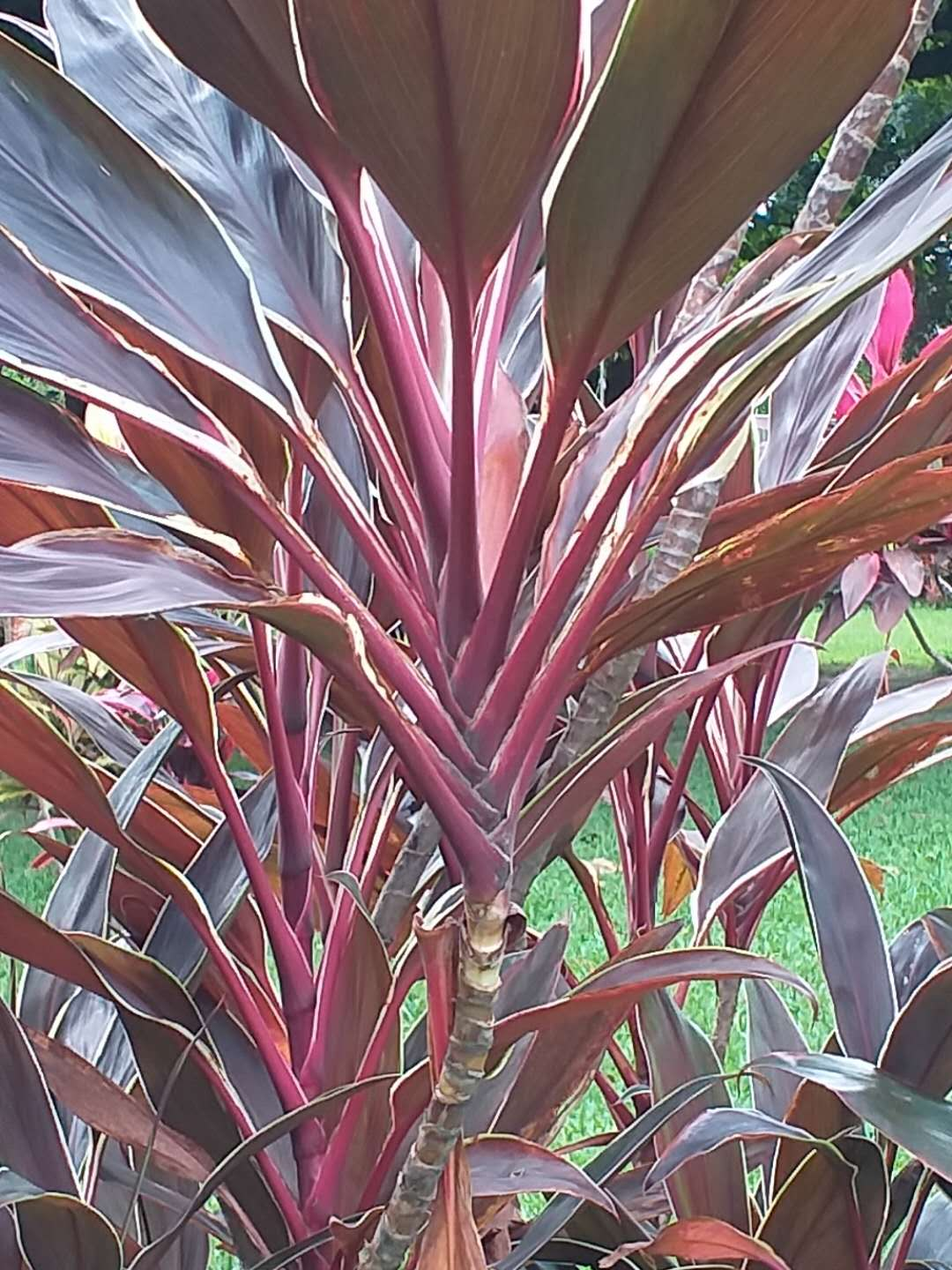
朱蕉園藝品種
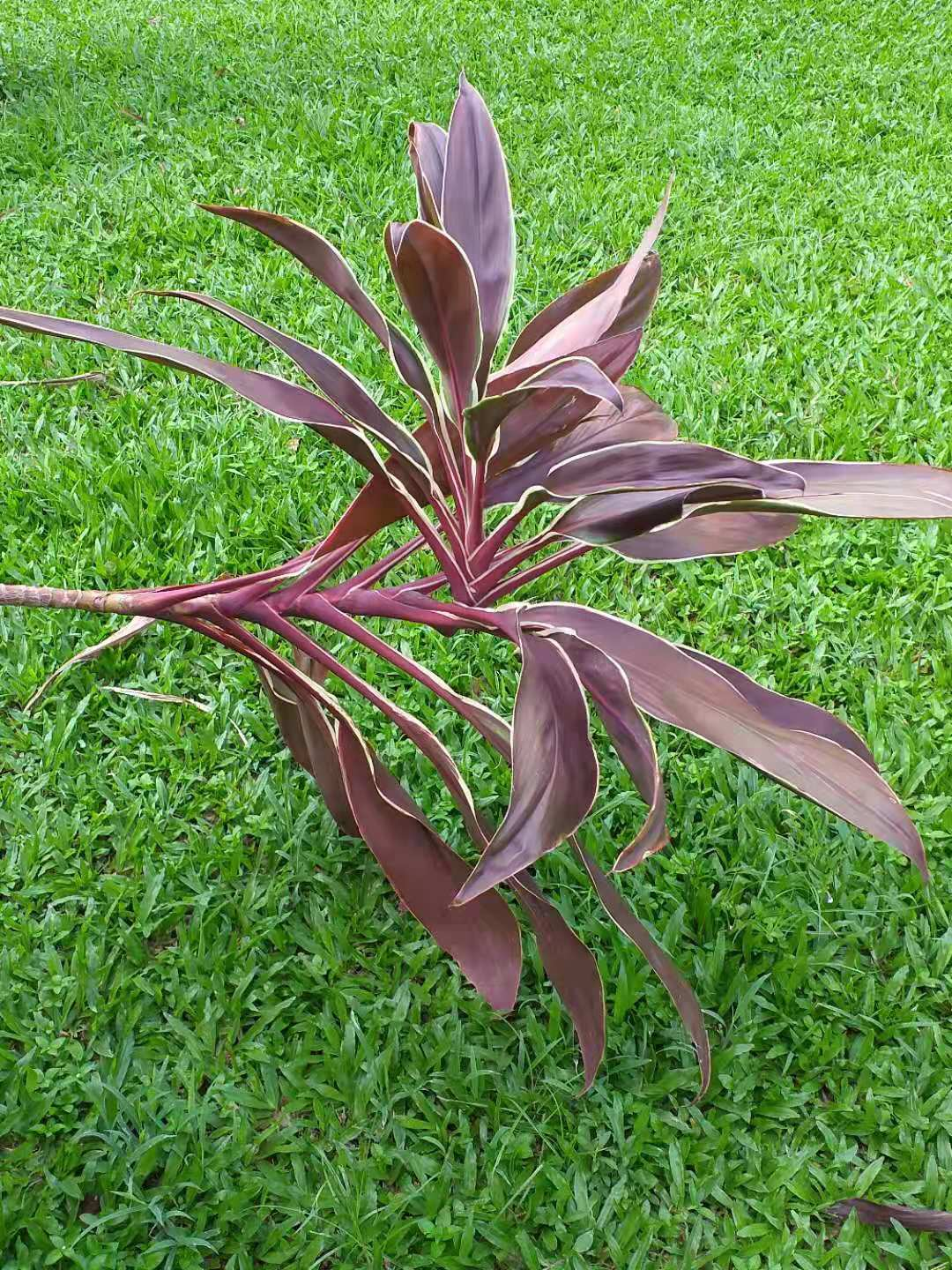
朱蕉園藝品種
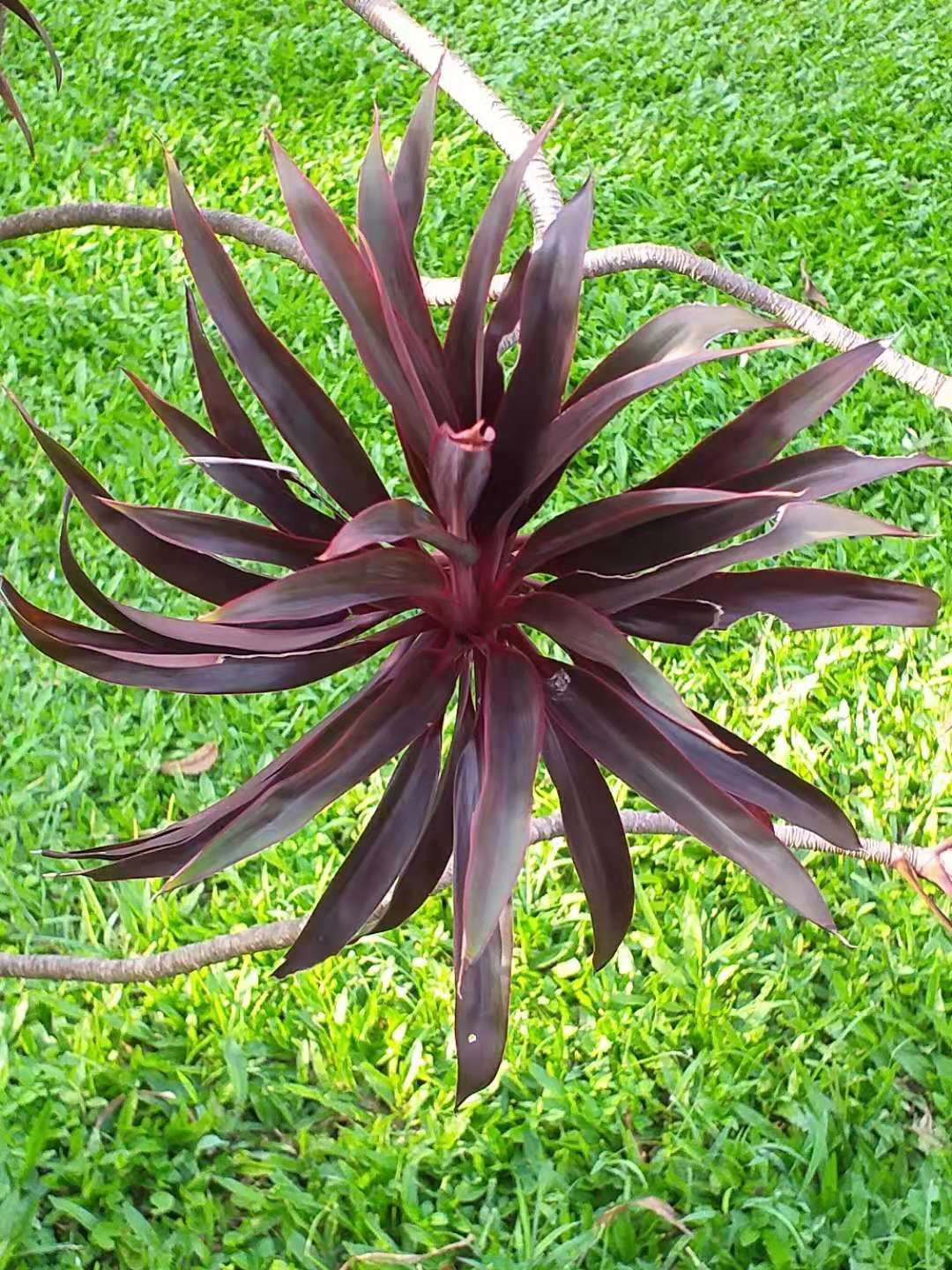
朱蕉園藝品種
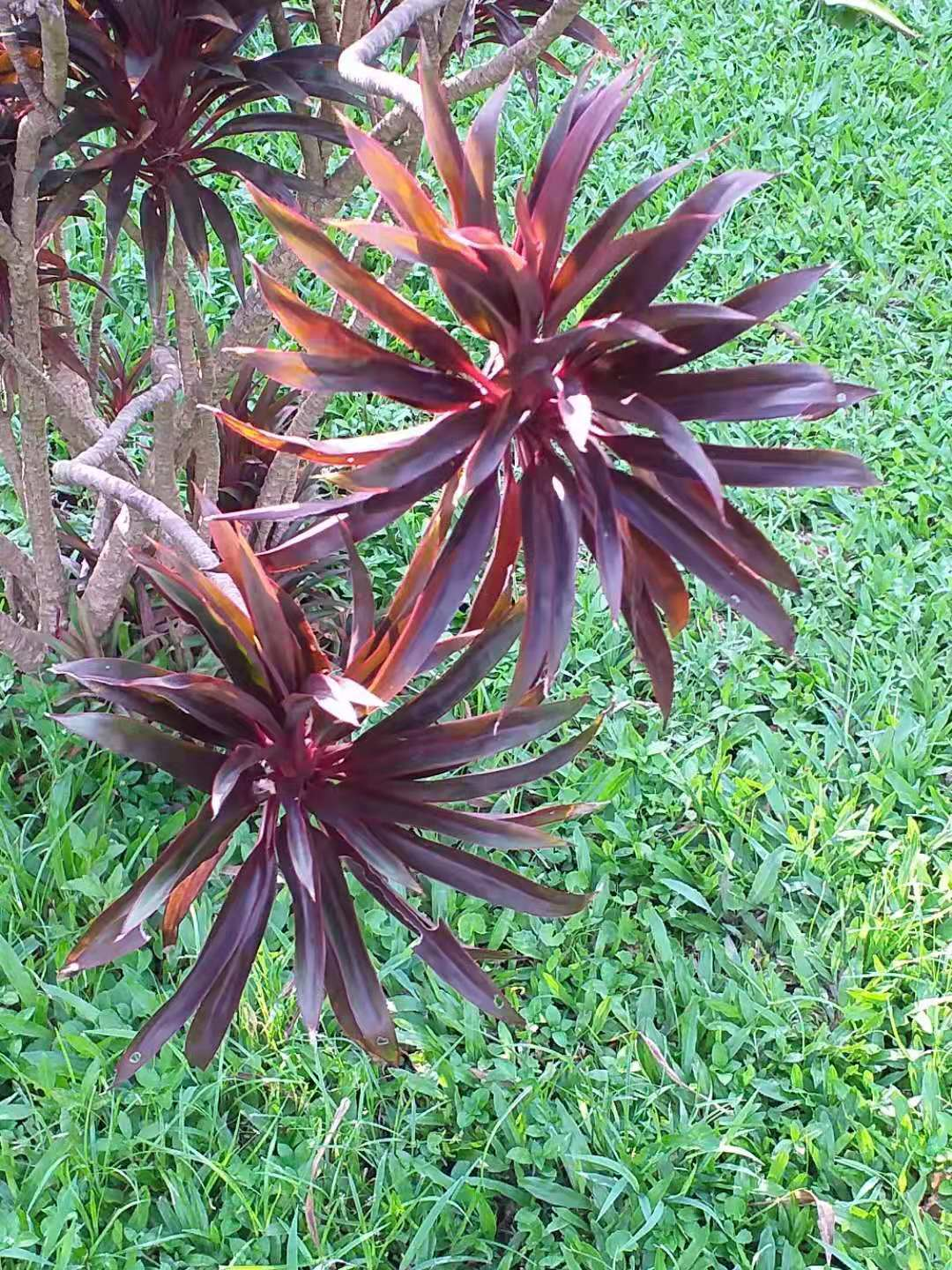
朱蕉園藝品種
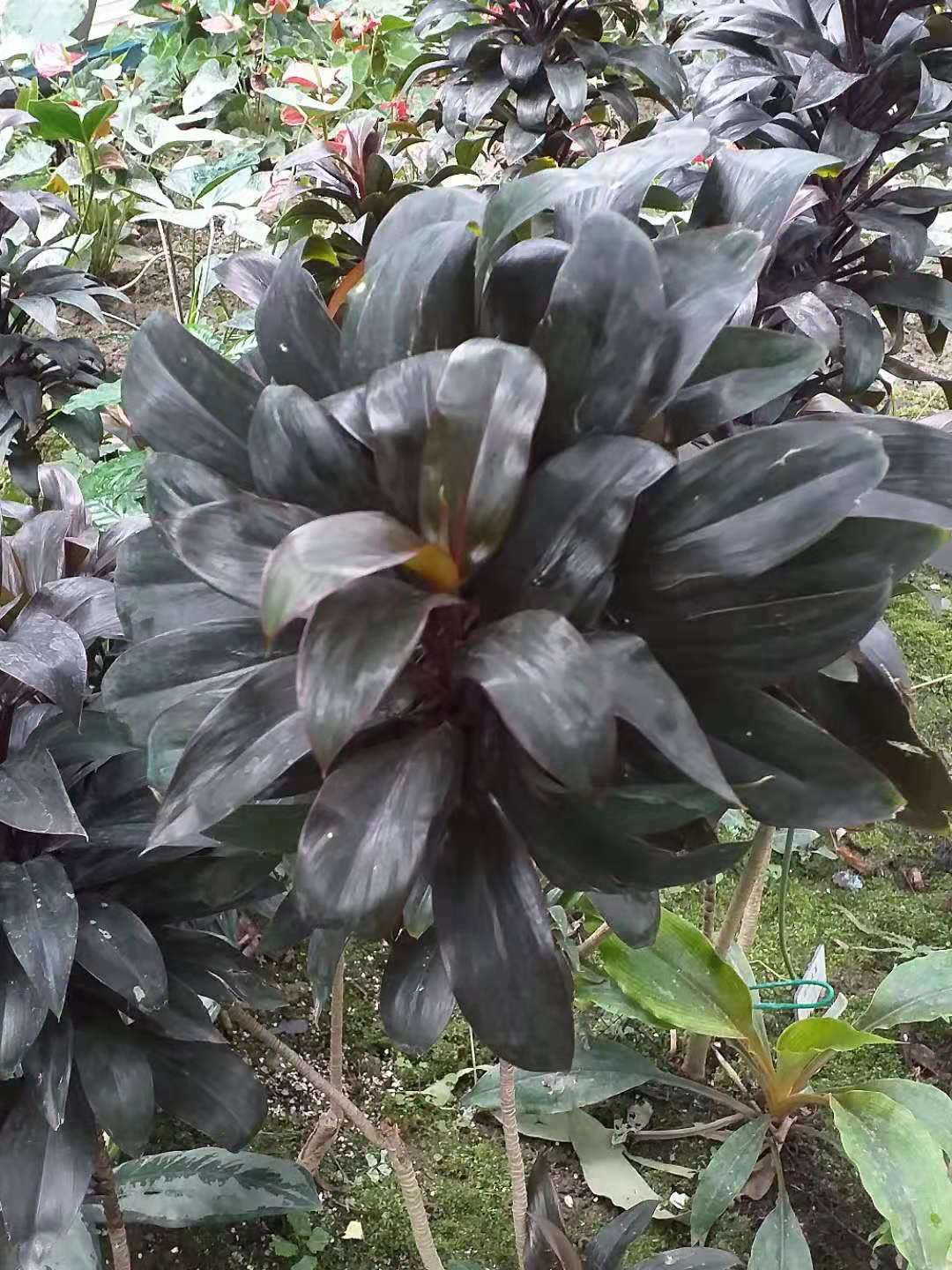
娃娃朱蕉
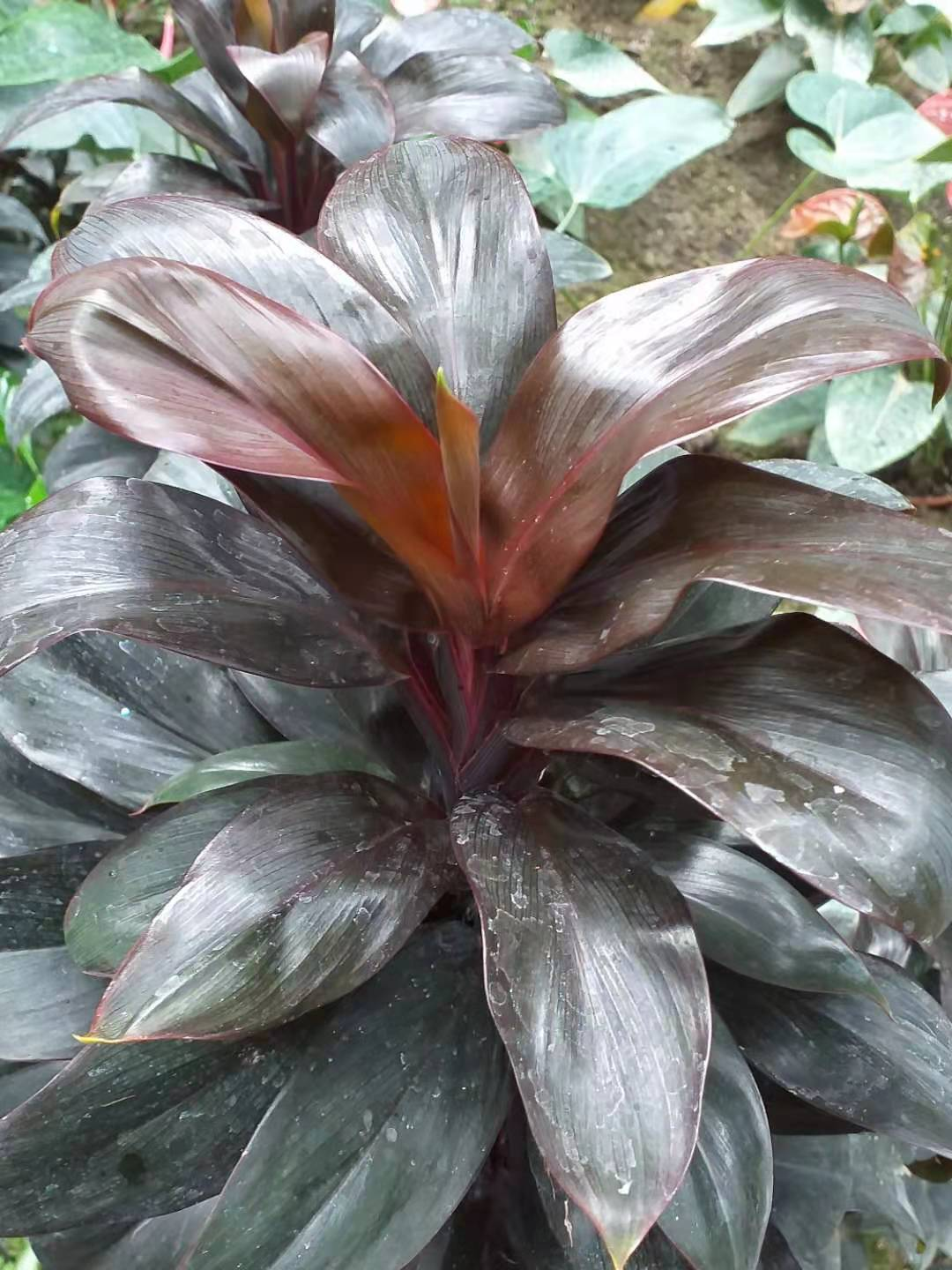
娃娃朱蕉

## 引文出處
1. 1 2  . （原始内容存档于2019-08-02）.
2. ↑  . （原始内容存档于2020-02-05）.